# ميروسلاف فيدلر
ميروسلاف فيدلر (بالتشيكية: Miroslav Fiedler)‏ هو رياضياتي تشيكي، ولد في 7 أبريل 1926 في براغ في التشيك، وتوفي في 20 نوفمبر 2015.